# Florence (Kentucky)

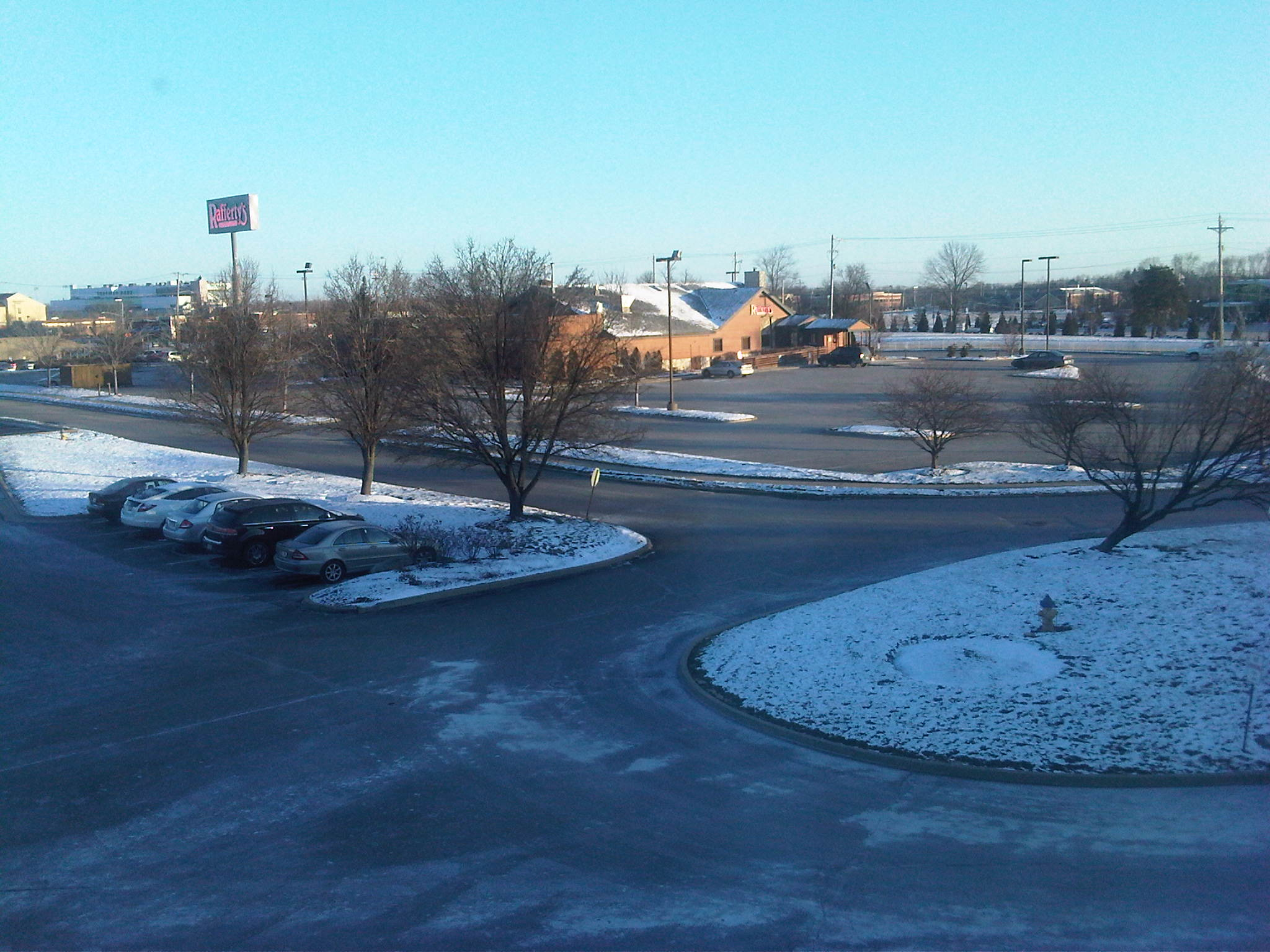
Florence, Kentucky

Florence è una città degli Stati Uniti d'America, nella contea di Boone, nello Stato del Kentucky.